# Dirk Theodorus Geerlings
Dirk Theodorus Geerlings (Rheden, 1 november 1914 – Waalsdorpervlakte, op of omstreeks 17 februari 1945) was een Nederlands spoorwegingenieur en een verzetsstrijder tijdens de Tweede Wereldoorlog. Tijdens zijn onderduikperiode, na de spoorwegstaking van september 1944, schreef hij een manuscript over het ontstaan van het zonnestelsel.

## Biografie
Geerlings werd geboren in Rheden (Gelderland). Zijn vader was jurist, en toen die een baan in Nederlands-Indië kreeg, vertrok het gezin. Geerlings groeide op in Nederlands-Indië en ging daar naar de HBS. Na zijn eindexamen kwam Geerlings kwam terug naar Nederland om elektrotechniek in Delft te studeren en om in militaire dienst te gaan. Hij studeerde in 1942 af en kreeg een baan bij de Nederlandse Spoorwegen, eerst in Limburg en later in Den Haag.
Spoorwegstaking
Op 27 september 1944 kondigde de Nederlandse regering in Londen een spoorwegstaking aan om het de Duitsers moeilijker te maker hun troepen te verplaatsen. Na een paar dagen reed er geen trein meer. Omdat staken verboden was en er de doodstraf op stond, moest Geerlings onderduiken. Hij was al getrouwd en had een eenjarig kind. Met zijn gezin en een joodse onderduiker woonde hij in Den Haag. Hier begon Geerlings in een van de schuilkelders aan zijn manuscript over het ontstaan van het zonnestelsel te werken. Ter afwisseling las hij Shakespeare. Aan het einde van de hongerwinter was het manuscript klaar en ging hij in het verzet. 
Vluchtpogingen
Tweemaal probeerde hij in 1944 met Hugo van Lennep de grote rivieren over te steken, maar tweemaal mislukte dat. De overgangen werden zwaar bewaakt. Toch probeerden ze het nog een derde keer, ditmaal in gezelschap van Jan Dirk van Bilderbeek uit Arnhem. Ze werden in de Biesbosch bij Dubbeldam door Duitsers gearresteerd, in Dordrecht opgesloten en op 5 januari 1945 naar de gevangenis van Scheveningen (Oranjehotel) gebracht.
Op 17 februari 1945 werden zij zonder uitleg afgehaald. Twee jaren later bleek dat zij op de Waalsdorpervlakte waren gefusilleerd. Hij werd begraven op begraafplaats Westerveld in Velsen.
Zijn dochter Hannie Geerlings heeft in 1996 het manuscript onder meer aan prof. dr. Vincent Icke laten lezen.

## Onderscheiding
Zijn naam staat vermeld op de Erelijst van Gevallenen 1940-1945 en op de plaquette in het NS-station te Amsterdam.